# Leïla Piccard
Leïla Piccard (Les Saisies, 11 de enero de 1971) es una deportista francesa que compitió en esquí alpino. Su hermano Franck compitió en el mismo deporte.
Ganó una medalla de bronce en el Campeonato Mundial de Esquí Alpino de 1997, en la prueba de eslalon gigante. En la Copa del Mundo consiguió una victoria y cuatro podios en total.

## Palmarés internacional
| Campeonato Mundial | Campeonato Mundial | Campeonato Mundial | Campeonato Mundial |
| Año                | Lugar              | Medalla            | Prueba             |
| ------------------ | ------------------ | ------------------ | ------------------ |
| 1997               | Sestriere (Italia) | Medalla de bronce  | Eslalon gigante    |